# 利芒通
利芒通（法語：Limanton，法語發音：[limɑ̃tɔ̃]）是法国涅夫勒省的一个市镇，位于该省东南部，属于希农堡（城）区。

## 地理
利芒通（46°59'25"N, 3°44'18"E）面积46.93 平方千米，位于法国勃艮第-弗朗什-孔泰大區涅夫勒省，该省份为法国中部省份，北至约讷省，西北接卢瓦雷省，西接谢尔省，南至阿列省，东南接索恩-卢瓦尔省，东临科多尔省。
与利芒通接壤的市镇（或旧市镇、城区）包括：莫村、比什、布里奈、伊斯奈、卡讷河畔蒙蒂尼、穆兰昂日尔贝、旺德内斯。

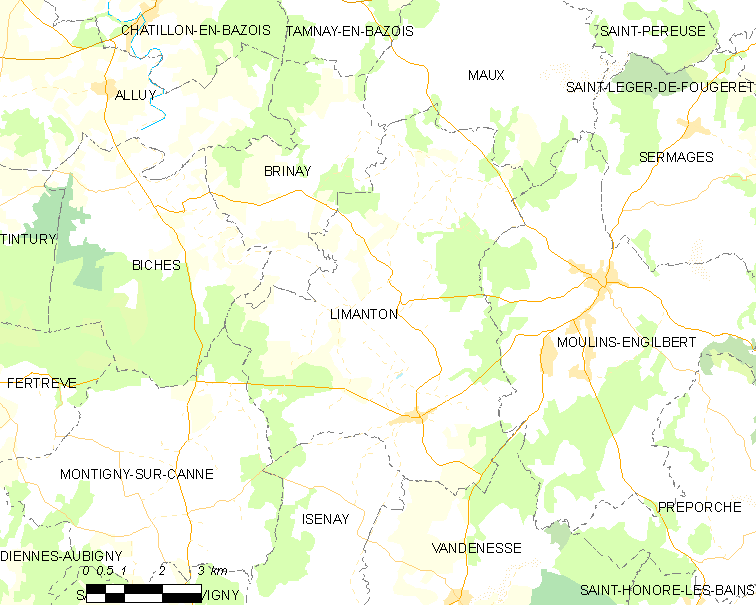
利芒通的OSM定位图

利芒通的时区为UTC+01:00、UTC+02:00（夏令时）。

## 行政
利芒通的邮政编码为58290，INSEE市镇编码为58142。

## 政治
利芒通所属的省级选区为希农堡县。

## 人口

1962-2008年间利芒通人口变化图示

利芒通于2022年1月1日时的人口数量为241人。